# An den Fleischbänken

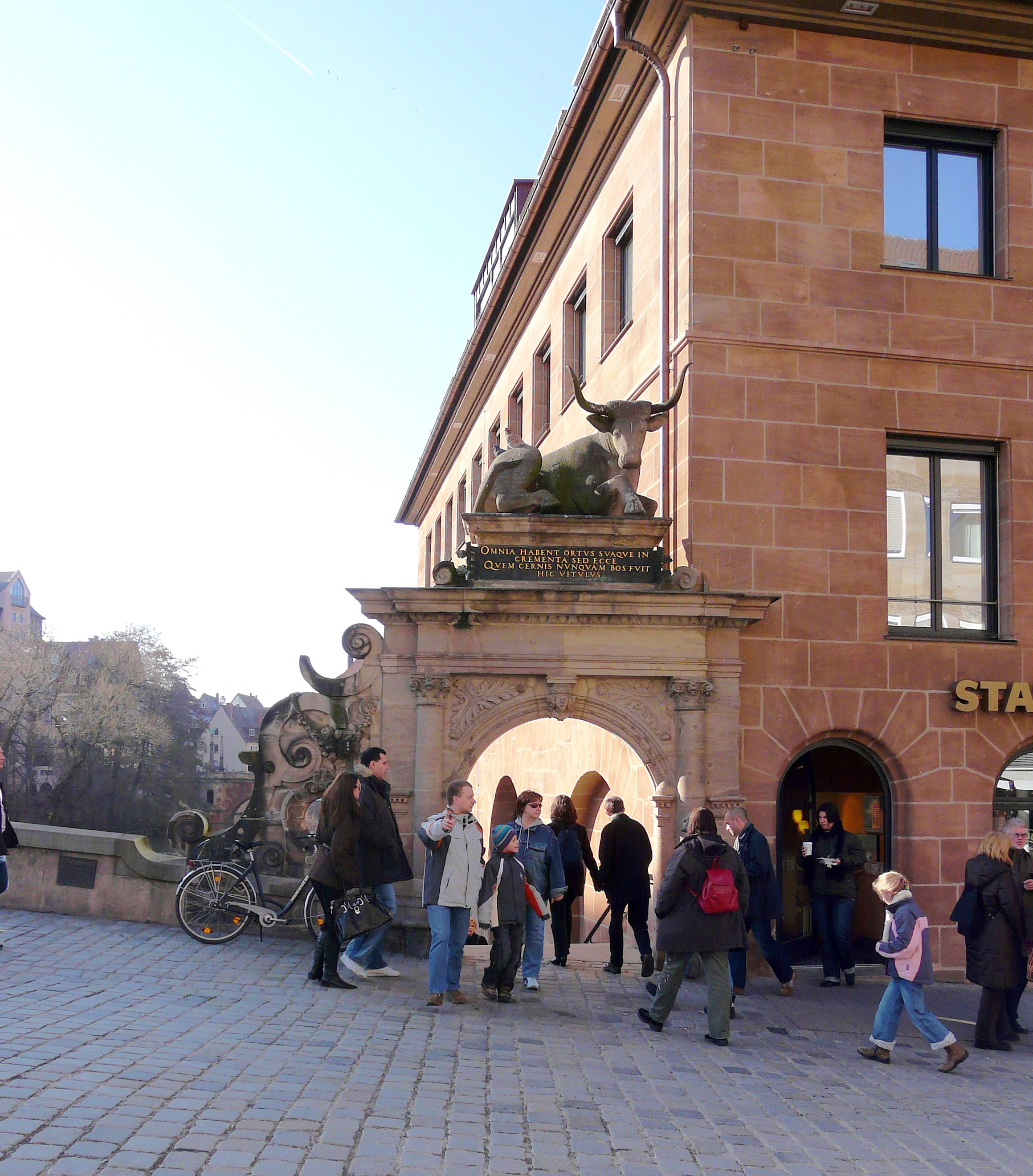
Das Ochsenportal, Eingangstor zum Fleischhaus

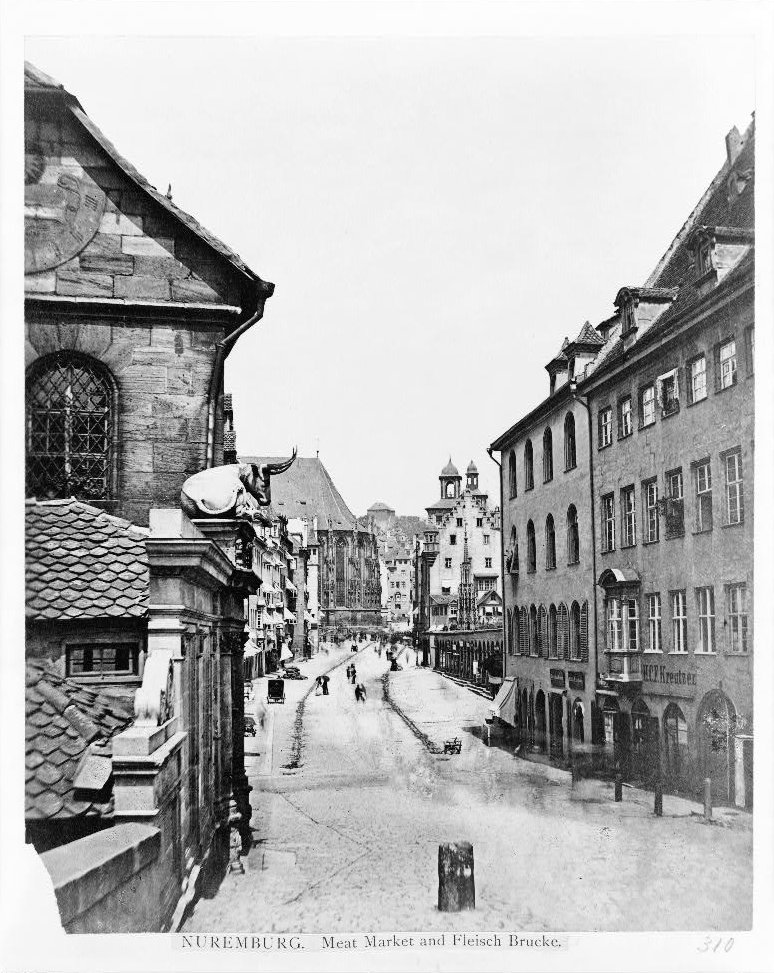
Das Fleischhaus 1850–80 (auf der linken Seite des Bilds)

An den Fleischbänken bezeichnet einen Platz beim ehemaligen Fleischhaus am Nordufer der Fleischbrücke in Nürnberg südwestlich des Hauptmarktes. 

## Geschichte des Fleischhauses
Seit dem Mittelalter wurde in diesem Bereich Fleisch, nach Sorten getrennt, auf Bänken angeboten. Die Schlachtabfälle wurden in die Pegnitz entsorgt. 1419 wurde eine erste Überdachung errichtet. Diese Holzkonstruktion wurde 1570–1571 durch einen Sandsteinbau ersetzt. Das Fleischhaus wurde 1945 im Zweiten Weltkrieg zerstört. Auf den Grundmauern wurde das heutige Gebäude errichtet, das nicht mehr zum Fleischhandel genutzt wurde. Die Rundbögen im Erdgeschoss erinnern noch an das ursprüngliche Bauwerk. Die Stadt brachte in diesem Gebäude verschiedene Ämter unter. 2004 wurde das Gebäude modernisiert. Der Platz An den Fleischbänken ist Station auf der Historischen Meile Nürnberg.

## Ochsenportal
1599 wurde das Ochsenportal als Eingangstor von der Fleischbrücke zum steinernen Fleischhaus errichtet. Das 1945 stark beschädigte Ochsenportal wurde 1950 saniert und teilweise erneuert.
Unter dem liegenden Ochsen ist auf dem Portal folgende lateinische Inschrift zu lesen:
OMNIA HABENT ORTVS SVAQVE IN
CREMENTA SED ECCE
QVEM CERNIS NVNQVAM BOS FVIT
HIC VITVLVS
Deutsch: Alles hat seinen Ursprung und Anfang, doch siehe, der Ochse, den du hier erblickst, ist nie ein Kalb gewesen.
Der Ochse wurde auf alten Ansichtskarten als Denkmal für den Nürnberger Ochsenmaulsalat „missbraucht“.